# Строителство на сгради
 Тази статия е за стопанския отрасъл.  За учебната дисциплина вижте Сградостроителство.  
Строителството на сгради, наричано също високо строителство, е подотрасъл на строителството в Статистическата класификация на икономическите дейности за Европейската общност.
Секторът обхваща дейностите по изграждане на сгради – жилищни, промишлени, административни, обществени и други – както и свързаните с техния ремонт, поддръжка и реконструкция.